# ゲットアラウンド
ゲットアラウンド（英: Getaround, Inc.）は、アメリカ合衆国カリフォルニア州サンフランシスコに本社を置くスタートアップ企業である。

## 概要
ボストン、シカゴ、ニュージャージー、ポートランド、サンフランシスコ、シアトル、ワシントンDCにてオンラインを通じて自宅のクルマを貸し出すカーシェアリングサービスを提供している。
車を貸し出したい人は貸し出したい車に「Getaround Connect」を設置するとスマートフォンで車両ドアの施錠やエンジン始動ができるようになり鍵無しで車両を受け渡すことができる。これにより車を借りたい人はオンラインで貸し出し者が車両を利用していない時間帯に予約してオンデマンドで利用可能となった。
トヨタ自動車と提携しており2017年1月からトヨタ自動車の開発したスマートフォンでドアロックの開閉やエンジン始動を実現する為のデバイス「スマートキーボックス（SKB）」の実証実験の協力、車両の提供や貸し出し者がGetaroundで稼いだ資金を車両代金の支払いに宛てるといった支援を受けている。2017年4月Uberと提携し、車を持っていない人でもUberアプリを使って運転手として仕事ができる「Uber Rent」を開始した。

## 沿革
- 2009年9月10日 - サム・ザイド、ジェシカ・スコーピオ、エリオット・クルーにより設立
- 2011年5月 - Getaroundカーシェアリングサービス開始
- 2011年12月1日 - シリーズAラウンドでMenlo Ventures、Morado Ventures等より500万ドル調達
- 2012年8月2日 - シリーズA追加ラウンドでMenlo Ventures等より1,390万ドル調達
- 2014年11月20日 - シリーズBラウンドでMenlo Ventures、Triangle Peak Partners等より2,400万ドル調達
- 2016年10月28日 - シリーズCラウンドでトヨタ自動車系の未来創生ファンド、上海汽車系のSAIC Capital等より1,000万ドル調達
- 2017年1月 - サンフランシスコで「スマートキーボックス（SKB）」の実証実験開始[5]
- 2017年4月20日 - シリーズC追加ラウンドでBraemar Energy Ventures、トヨタ自動車より4,500万ドル調達[6]
- 2018年4月11日 - 「Uber Rent」提供開始[7]
- 2018年8月21日 - シリーズDラウンドでソフトバンク、トヨタ自動車より3億ドル調達[8]